# 桶町 (金沢市)
桶町（おけちょう）は、石川県金沢市の地名。

## 歴史

### 由来
江戸初期の藩政期には桶屋職人が多く居住していたことから「桶屋町」と呼ばれていたが、元禄期になって桶町（おけちょう）と呼ばれるようになった。

### 町名の廃止と復活
「桶町」は、1965年および1970年に住居表示制度により彦三町二丁目、尾張町に分割されて一度消滅する。

## 町域の変遷
- 将来的に桶町の復活する予定となっている地域。

| 番地                                                |  |
| --------------------------------------------------- |  |
| 彦三町一丁目（一部）1番地、2番地、3番地10号を除く。 |  |
| 彦三町二丁目（一部）10番地。                        |  |
| 尾張町二丁目（一部）6番地～7番地。                  |  |

## 施設

### バス
- 金沢ふらっとバス此花ルート
  - 彦三北バス停
  - 彦三町1丁目バス停